# Oxyropsis
Oxyropsis is een geslacht van straalvinnige vissen uit de familie van de harnasmeervallen (Loricariidae).

## Soorten
- Oxyropsis acutirostra Miranda Ribeiro, 1951
- Oxyropsis carinata (Steindachner, 1879)
- Oxyropsis wrightiana Eigenmann & Eigenmann, 1889